# ابراهیم بن عیسی
ابراهیم ابن عیسی (۱۸۵۴–۱۹۲۵) (نام اصلی:ابراهیم بن صالح بن ابراهیم) تاریخ‌نگار نجدی بود. از قبیلهٔ بنی‌زید بود. در روستای اشیقر زاده شد و همان‌جا ابتدا دانش آموخت. به هند، احساء، بصره و دیگر جای‌ها سفرها داشت. سپس به اشیقر بازگشت و به آموزش اهالی پرداخت و تاریخ آنجا را نگاشت. بر او قضاوت پیشنهاد شد، نپذیرفت. به شهر عنیزه در استان قصیم کوچید و همان‌جا درگذشت. عقد الدرر دربارهٔ رویدادهای نجد اواخر قرن سیزدهم و اوایل قرن چهاردهم هجری نگاشت. دیگر آثار او، به شکل نسخه‌های خطی است.